# غوشة محسن أبن علي (شيروان)
غوشة محسن أبن علي (بالفارسية: گوشه محسن ابن علی) هي مستوطنة تقع في إيران في قسم شیروان الريفي. يقدر عدد سكانها بـ 1,076 نسمة .